# Sterculia mastersii
Sterculia mastersii är en malvaväxtart som beskrevs av Jean Baptiste Louis Pierre. Sterculia mastersii ingår i släktet Sterculia och familjen malvaväxter. Inga underarter finns listade i Catalogue of Life.